# 贺拉斯·曼
贺拉斯·曼（英語：Horace Mann，1796年5月4日—1859年8月2日），也译作霍瑞斯·曼或霍勒斯·曼，美国教育改革者，被誉为“美国公立学校之父”。

## 生平
1796年5月4日，贺拉斯·曼出生于美国麻萨诸塞州的富兰克林镇，家境贫寒，13岁时又遭父亲因病去世。贺拉斯·曼几乎没上过学，但他识字后常去富兰克林镇图书馆阅读，20歲時進入布朗大学学习。1819年他以优异的成績完成学业。
贺拉斯·曼大学毕业后去了一家律师事务所工作。不久，受布朗大学的邀请，他回去教授拉丁文和希腊文。1821年贺拉斯·曼又进入康涅狄格州的利奇菲尔德法律学校学习。两年之后，他完成了学业，取得了律师资格，到麻萨诸塞州法院工作，在戴德姆和波士顿开始了他的律师生涯。
1827年，贺拉斯·曼作为戴德姆的代表被选为麻萨诸塞州众议院议员，六年后成为参议院议员。在参议院的四年中，最后两年是议长。
1837年5月27日，麻萨诸塞州州长爱德华·埃弗里特任命了一个包括贺拉斯·曼在内的由8人组成的州教育委员会。29日，贺拉斯·曼被教育委员会的其他成员推荐，担任州教育委员会的第一任秘书。自1837年5月至1848年2月，12年间贺拉斯·曼一直担任州教育委员会秘书这一职务。
1848年2月21日，美国第六届总统约翰·昆西·亚当斯昏倒在众议院的地板上，两天之后去世。贺拉斯·曼被说服辞去州教育委员会秘书职务，作为麻萨诸塞州的代表接替了亚当斯在众议院的职务。1852年9月15日，贺拉斯·曼被自由土地党提名为麻萨诸塞州州长候选人，但竞选失败，之后他退出了政界。第二年，他欣然接受了俄亥俄州耶洛斯普林的安蒂奥克学院校长的职位，举家离开繁华都市波士顿，迁往耶洛斯普林小镇。
1859年8月2日，63岁的贺拉斯·曼与世长辞，遗体被安葬在安蒂奥克学院的校园里。第二年，贺拉斯·曼的第二任妻子玛丽·皮博迪女士把他的遗体迁到普罗维登斯的北布林墓地，即他的第一任妻子夏洛特·梅塞（Charlotte Messer Mann）的墓旁。1900年，贺拉斯·曼成为被选定列入纽约大学美国伟人纪念堂的第一位教育家。